# Green Cay
Green Cay est une île inhabitée des îles Vierges britanniques dans les Caraïbes. Sa superficie est de 5,6 ha. L'île est entièrement privée.
L'île et ses eaux environnantes ont le statut de zone importante pour la conservation des oiseaux auprès de Birdlife International pour la présence d'une population importante de Sterne de Dougall. On y trouve également le serpent Borikenophis portoricensis, le saurien Anolis cristatellus et le gecko Sphaerodactylus macrolepis.